# Club Deportivo Alianza del Pailón
El Club Deportivo Alianza del Pailón es un equipo de fútbol profesional de San Lorenzo, Provincia de Esmeraldas, Ecuador. Fue fundado el 10 de mayo de 2000 y se desempeña en la Segunda Categoría del Campeonato Ecuatoriano de Fútbol.
Está afiliado a la Asociación de Fútbol No Amateur de Esmeraldas.

## Historia
Para el socio activo del actual Club Deportivo ‘Alianza del Pailón’, Jorge Nevárez, la trayectoria deportiva del ahora llamado ‘Ídolo del Pueblo’, se inicia en 1988 cuando un grupo de entusiastas amigos y exfutbolistas, decidieron participar en los torneos locales, que por ese entonces organizaba la Liga Deportiva Cantonal.
Los primeros jugadores que defendieron los colores de Alianza fueron: Wilberto Chávez, Énner Mina, César Caicedo, Félix Chang, Pablo Estupiñán, Cledys Chávez (+), Wálter Garcés, Fausto Bayas, Jorge Montaño, Grimio Ruano, entre otros.

## Tercer lugar
En el primer año de participación, 1983, en el fútbol amateur se ubicó en el tercer lugar; el Club dejó de intervenir en los torneos locales, hasta que en 2003 un grupo de jóvenes decidió retomar las actividades deportivas del equipo.
En la nueva etapa se cambia el nombre de Alianza S.C. por el de Nuevo Alianza, Club que luego se transformaría en el actual Alianza del Pailón, con vida jurídica, iniciando sus participaciones en los campeonatos de Segunda Categoría del fútbol profesional esmeraldeño, en 2004.
La idea la proponen Mauricio Garrido, Gustavo Samaniego, Jorge Nevárez y otros dirigentes y socios de la gloriosa institución deportiva, que en poco tiempo se ganó el aprecio y cariño de la hinchada sanlorenceña.

## Regresa con fuerza
En los torneos de Segunda organizados por la Asociación de Fútbol No Amateur de Esmeraldas (AFE), ha dejado en alto al fútbol del fronterizo cantón, con jugadores sacados de las comunidades rurales y de la cabecera cantonal; hizo un alto en 2008, 2009 y 2010.
Ahora ha vuelto con mayor fuerza, luego de su reinscripción a la AFE, vuelve con un propósito que sintetiza el sentimiento de todo un pueblo, lograr el ascenso al fútbol de profesional de Primera Categoría, serie ‘B’.

## Participaciones en Zonales de ascenso
Alianza del Pailón participó en el Zonal de Ascenso en 2007, teniendo como rivales a Grecia, de Chone; Harlem, de Jipijapa, y Valencia, de Esmeraldas.
Ese año, luego de una brillante campaña, donde ganó todo, solo perdió con Vargas Torres en calidad de visitante, se preparó muy bien para participar en su segundo zonal, torneo en el que rivalizó con LDU de Los Ríos; Malecón de Manabí; Talleres de Santo Domingo, y Borbor de Santa Elena.
El actual presidente del club es Gustavo Samaniego Ochoa, alcalde del Cantón; forman parte del directorio Mauricio Garrido, Wálter Garcés, Jorge Nevárez, Sebastián Cuero, entre otros.
Para la temporada 2015 el equipo logra la clasificación una vez más después de 3 años a la fase zonal, en el torneo provincial 2015 finalizó en el 2° lugar del cuadrangular final detrás del Esmeraldas Petrolero.
- Datos: Q5773582